# 勒瑟倫巴赫河
47°29′29″N 7°43′46″E / 47.49139°N 7.72955°E
勒瑟倫巴赫河是瑞士的河流，位於該國西北部，流經巴塞爾鄉村州和索洛圖恩州，屬於埃爾戈茨河的左支流，河道全長6公里，流域面積7.5平方公里。